# Xã Union, Quận Faulk, Nam Dakota
Xã Union (tiếng Anh: Union Township) là một xã thuộc quận Faulk, tiểu bang Nam Dakota, Hoa Kỳ. Năm 2010, dân số của xã này là 58 người.